# Megachile euzona
Megachile euzona är en biart som beskrevs av Pérez 1899. Megachile euzona ingår i släktet tapetserarbin, och familjen buksamlarbin. Inga underarter finns listade i Catalogue of Life.